# Arvid Spångberg
Arvid Spangberg, (Estocolmo, 3 de abril de 1890 - Nova Iorque, 11 de maio de 1959) foi um saltador ornamental sueco que competiu em provas de saltos ornamentais por seu país.
Spangberg é o detentor de uma medalha de bronze olímpica, conquistada em 1908, na prova da plataforma de 10 m nos Jogos de Londres. Após, mudou-se para os Estados Unidos, onde passou a atender pelo nome de Fred e venceu eventos nacionais pelo New York Athletic Club. Aposentado das competições, passou a exercer a profissão de treinador. Faleceu aos 69 anos de idade, na cidade de Nova Iorque.